# Anna Lee Fisher
Anna Lee Fisher, född den 24 augusti 1949 i New York City, är en amerikansk astronaut och läkare.
Hon var tidigare gift med astronauten William F. Fisher.

## Utbildning
Efter att ha avslutat sin gymnasieutbildning 1967, fortsatte hon sina studier vid University of California, Los Angeles, där hon tog en kandidatexamen i kemi följt av en läkarexamen.

## Tidig karriär
År 1978 valdes Fisher, tillsammans med fem andra kvinnor, att bli en av NASA:s första kvinnliga astronauter. Fisher gjorde historia som den första modern i rymden när hon flög på STS-51A-uppdraget med rymdfärjan Discovery 1984. Uppdraget var särskilt noterbart eftersom det inkluderade den första framgångsrika räddningsaktionen av två kommunikationssatelliter, Westar 6 och Palapa B2, som hade placerats i felaktiga omloppsbanor. Uppdraget demonstrerade rymdfärjans unika förmåga att inte bara sätta ut satelliter i omloppsbana utan också att återföra dem till jorden för reparation och återlansering..
Under sin tid i rymden på STS-51A tog Fisher och hennes team, bestående av Frederick Hauck, David M. Walker, Joseph P. Allen och Dale Gardner, 127 varv runt jorden och loggade totalt 192 timmar i rymden. Hennes arbete på detta uppdrag inkluderade operationer med rymdfärjans robotarm och medverkan i räddningsaktionerna av de ovannämnda satelliterna.

## Senare karriär
Efter sin aktiva astronautkarriär har Fisher fortsatt bidra till rymdutforskningen och NASA. Hon har erhållit flera utmärkelser för sitt arbete, inklusive NASA Space Flight Medal och NASA Exceptional Service Medal. Fisher har också fungerat som en inspiration och förebild för framtida generationer, särskilt unga kvinnor som är intresserade av vetenskap och rymdutforskning.
Fisher hade tilldelats rollen som uppdragsspecialist för uppdraget STS-61H före Challenger-katastrofen, uppdraget ställdes dock in efter olyckan. Hon arbetade därefter som ställföreträdande chef för en avdelning hos NASA, hon var också medlem i urvalskommittén för astronautklassen 1987.
Från 1989 till 1995 tog Fisher tjänstledigt från astronautkontoret för att ägna sig åt sin familj och återvände till arbetet i januari 1996. Från 1996 till 2002, under den tidiga fasen av uppbyggnaden av Internationella rymdstationen (ISS), tjänstgjorde hon som chef för Space Station-avdelningen, där hon koordinerade bidrag till drift av rymdstationen, i nära samarbete med alla internationella partner och övervakade tilldelade astronauter och ingenjörer. Från januari 2011 till augusti 2013 arbetade Fisher som ISS Capsule Communicator (CAPCOM) och var även ledande CAPCOM för Expedition 33. För närvarande arbetar Fisher med utveckling av displayen för Orion Multi-Purpose Crew Vehicle.

## Rymdfärder
STS-51-A